# Tensometr

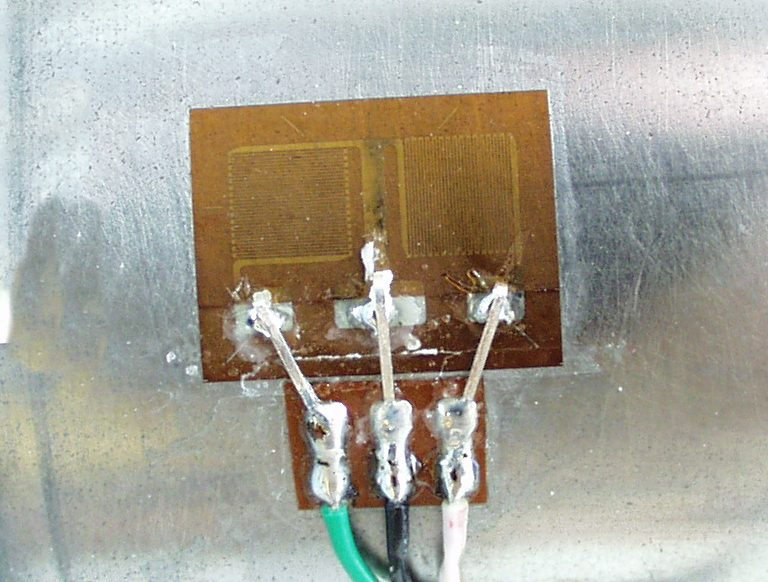
Tensometr foliowy (z kompensacją temperaturową)

Układ ścieżki przewodzącej typowego tensometru oporowego, znacznie wrażliwszego na odkształcenia w kierunku pionowym niż poziomym

Tensometr (łac. tensus – napięty, gr. metréô – mierzę) – miernik służący do pomiaru naprężenia. W praktyce mierzy się odkształcenie i oblicza naprężenie w oparciu o przyjęty związek fizyczny (np. prawo Hooke’a).
Tensometry wykorzystuje się także pośrednio do pomiaru innych wielkości nieelektrycznych (np. siły, ciśnienia, przyspieszenia, masy).

## Podział tensometrów
Tensometry można podzielić na oporowe (metalowe) oraz półprzewodnikowe.

### Tensometry oporowe
Najczęściej stosowanym rodzajem tensometrów są tensometry oporowe, zmieniające swoją rezystancję wraz ze zmianą wymiarów.
Ze względu na budowę rozróżnia się tensometry oporowe: wężykowe, zygzakowe, kratowe, foliowe.
Elektryczne tensometry oporowe wyróżniają się dobrą dokładnością i czułością pomiarów odkształceń badanej próbki. Odległość próbki badanej od folii tensometrycznej może być duża w przypadku tensometrów elektrycznych, co pozwala również na pomiar w wielu miejscach pomiarowych dla naprężeń materiałowych układu badanego. Dzięki bardzo niskiej wartości parametru bezwładności układu pomiarowego, tensometry elektrooporowe świetnie nadają się do badania odkształceń szybkozmiennych.

#### Budowa
Tensometr wężykowy zbudowany jest z kawałka drutu, który pokryty jest z obu stron folią lub papierem. Łączność drucika z obwodem elektrycznym zapewnia miedziana taśma podłączona do obu końców drucika. Jego średnica wynosi od 0,02 do 0,05 mm.
Tensometr kratowy wykonany jest z drutów równolegle ułożonych, które połączone są miedzianą taśmą o większej szerokości oraz mniejszej rezystancji właściwej. Dzięki zastosowaniu taśmy o większym przekroju rezystancja odkształcenia taśmy jest tak mała, że niemierzalna dla aparatury skalibrowanej pod tensometry. Co za tym idzie, tensometry kratowe mają dużo mniejszą czułość, jeśli chodzi o pomiary w kierunku poprzecznym. Druty wykonywane są z konstantanu, a ich średnica nie przekracza 50 μm. Taśmy miedziane są łączone z drucikami za pomocą lutu cynowego. Cyna jest problemem w pomiarach w wysokich temperaturach (powyżej 180 °C). Wartości bazy tensometrów kratowych to od 5 do 70 mm.
Tensometr foliowy wykonany jest z folii metalowej, której grubość nie przekracza 0,025 mm. Sposób produkcji folii tensometrycznej jest podobny do drukowania obwodów na foliach elastycznych. Dzięki technice litograficznej można wytworzyć tensometry o wymiarach oraz kształtach idealnie dopasowanych do badania.
Tensometr do pomiaru powinien zostać prawidłowo przygotowany poprzez idealne przyklejenie tensometru do badanego materiału. Stosowany klej powinien być specjalnie przygotowany do użytku w tensometrach. Jego grubość nie powinna przekraczać 10 μm. Działanie kleju powinno izolować druciki od badanego materiału. Klej powinien wytrzymywać wysokie temperatury pracy bez zmiany swoich właściwości fizycznych oraz elektrycznych. Po prawidłowym przyklejeniu tensometru, pokrywa się cały układ warstwą zabezpieczającą, może to być wosk.

#### Zasada działania
W tensometrii elektrooporowej wykorzystuje się zjawisko zmiany oporności elektrycznej przewodnika, wynikającej z jego wydłużenia lub skrócenia. Zależność opisuje wzór:
{\displaystyle R=\rho {\frac {L}{A}},}
gdzie:
{\displaystyle \rho } – oporność właściwa (rezystywność) materiału przewodnika,
{\displaystyle L} – długość przewodnika,
{\displaystyle A} – pole przekroju.
Z powyższego wzoru wynika zależność na względny przyrost oporności:
{\displaystyle {\frac {\Delta R}{R}}=K\varepsilon ,}
gdzie:
{\displaystyle \Delta R} – przyrost oporności,
{\displaystyle K} – stała tensometru (współczynnik czułości na odkształcenie, zależny od rodzaju materiału, o wartości z zakresu 2–3),
{\displaystyle \varepsilon } – odkształcenie.
{\displaystyle \varepsilon ={\frac {\Delta L}{L}}.}
Na podstawie odkształceń, korzystając z uogólnionego prawa Hooke’a, można wyznaczyć naprężenia.

### Tensometry półprzewodnikowe

#### Zasada działania
W tego typu tensometrach, działanie sił mechanicznych na strukturę półprzewodnikową powoduje deformację sieci krystaliczne, a tym samym – zmianę rezystywności.

#### Piezorezystory
Piezorezystory to elementy półprzewodnikowe, w których dominującym zjawiskiem jest zmiana rezystywności na skutek zmian naprężeń mechanicznych.
Wykonane są w postaci płytek lub nici krzemowych o grubości około 150 μm i długości do 12 mm. Naklejane są za pomocą technologii analogicznych dla tensometrów metalowych.
Najczęściej spotykane typy struktur krzemowych wykorzystywanych w tych sensorach to:
- sensory membranowe – służą do pomiaru ciśnienia lub przepływu,
- sensory belkowe – do pomiaru przyspieszenia.

Można dla nich zdefiniować pojęcie zwane czułością odkształceniową i posłużyć się uogólnionym prawem Ohma. Dla tensometru półprzewodniowego przyjęto model prostopadłościanu o polu podstawy A i wysokości l, umieszczony w polu elektrycznym o składowej {\displaystyle K_{e}} skierowanej prostopadle do podstawy prostopadłościanu. Naprężenie mechaniczne, jakim poddawany jest tensometr, skierowane jest równolegle do składowej pola elektrycznego {\displaystyle K_{e}.} Poniżej przedstawiono zależność, dla tego modelu:
{\displaystyle {\frac {K_{e}}{\rho }}=J(1+p_{w}\sigma ),}
gdzie:
{\displaystyle K_{e}} – składowa pola elektrycznego,
{\displaystyle J} – wektor gęstości prądu,
{\displaystyle p_{w}} – współczynnik piezorezystywności wzdłużnej,
{\displaystyle \rho } – rezystywność przy braku naprężeń mechanicznych,
{\displaystyle \sigma } – naprężenia mechaniczne.
Kolejną zależnością, którą opisuje poniższe równanie jest względna zmiana rezystywności piezorezystora. Jest ona spowodowana pojawieniem się naprężeń mechanicznych.
{\displaystyle {\frac {\Delta \rho }{\rho }}=p_{w}\cdot E\cdot \varepsilon \cong {\frac {\Delta R}{R}}.}
Dla piezorezystora, charakterystycznym parametrem jest współczynnik piezorezystywności wzdłużnej, o następującej postaci:
{\displaystyle p_{w}={\frac {\tfrac {\Delta R}{R}}{\sigma }}={\frac {\frac {\Delta R}{R}}{E\varepsilon }}.}

#### Cechy tensometrów półprzewodnikowych
- Duży współczynnik czułości odkształceniowej – zawiera się w przedziale 100–180.
- Bardziej skomplikowana technologia produkcji niż w przypadku tensometrów oporowych.
- Gorsza liniowość od tensometrów oporowych, szczególnie w momencie ściskania[3].

## Układy pracy tensometrów
Jednym z układów pracy tensometrów jest układ rozetowy tensometrów – jest to układ naklejonych trzech lub czterech tensometrów pod różnymi kątami.
Wyróżnia się następujące rodzaje układów rozetowych:
- rozeta delta – tensometry umieszczone są pod kątami: 0°, 60° i 120°,
- rozeta prostokątna – tensometry umieszczone są pod kątami: 0°, 45° i 90°,
- rozeta typu T,
- foliowy tensometr rozetowy[3].

## Mostki tensometryczne
Mostek tensometryczny to przyrząd pomiarowy przeznaczony do pomiaru bardzo małych zmian rezystancji.

### Parametry mostków tensometrycznych
Poniżej zestawiono typowe wartości dla mostków tensometrycznych:
- najmniejszy zakres wynosi 0,1‰,
- najmniejsza rozdzielczość osiąga wartość 0,001‰,
- przyrząd powinien mierzyć prawidłowo napięcia rzędu około 100 μV, z rozdzielczością 1 μV – przy założeniach, że: układ mostkowy zasilany jest napięciem około 5 V oraz że wykorzystywany jest jeden czujnik.

### Główne problemy konstrukcyjne mostków tensometrycznych
- dokładne wzmocnienie bardzo małych napięć,
- w mostkach zrównoważonych – zapewnienie przynajmniej kilkustopniowego nastawiania oporników równoważących.

### Zasilanie mostków

#### Zasilanie napięciem przemiennym
W celu wyeliminowania wpływu szumów i sił termoelektrycznych w mostkach tensometrycznych, stosowane są przeważnie wzmacniacze prądu przemiennego z prostownikiem fazoczułym na wyjściu. Wynika stąd, że układ mostkowy jest też zasilany napięciem przemiennym.
Do głównych wad mostków tensometrycznych zasilanych napięciem przemiennym należą:
- ograniczony zakres częstotliwości – od 0 do około 1/5 częstotliwości napięcia zasilającego układ mostkowy,
- trudność stabilizacji napięć przemiennych zasilających układ mostkowy,
- konieczność równoważenia układu mostkowego amplitudowo oraz fazowo.

Mostki z falą nośną – ten termin stosowany jest, gdy wzmacniacz wzmacnia sygnał o częstotliwości napięcia zasilającego układ mostkowy i o amplitudzie modulowanej sygnałem mierzonym.

#### Zasilanie napięciem stałym
Ponieważ mostki zasilane napięciem przemiennym mają wiele wad, często stosuje się mostki zasilane napięciem stałym.
Mostki zasilane napięciem stałym stosowane są, gdy:
- nie jest wymagana duża czułość,
- występuje potrzeba pomiaru odkształceń o dużej częstotliwości (wynoszącej ponad 2 kHz)[3].

## Rodzaje układów mostkowych
Wyróżnia się następujące układy mostkowe:

### Układ ćwierć-mostkowy
Cechy:
- Zawiera jeden element czynny.
- Nie zapewnia kompensacji temperatury.
- Może być wykorzystany np. do pomiaru zginania i rozciągania

Dla tego układu napięcie niezrównoważenia mostka wynosi:
{\displaystyle \Delta U=E{\bigg (}{\frac {R_{2}}{R_{1}+R_{2}}}-{\frac {R_{3}}{R_{3}+R_{T}+\Delta R}}{\bigg )}.}
Dla przypadku, gdy {\displaystyle R_{1}=R_{2}} oraz {\displaystyle R_{3}=R_{T}{:}}
{\displaystyle \Delta U=E{\bigg (}{\frac {1}{2}}-{\frac {R_{T}}{2R_{T}+\Delta R}}{\bigg )}.}

### Układ pół-mostkowy
Cechy:
- Zawiera dwa elementy czynne.
- Zapewnia kompensację wpływu temperatury.
- Ma większą czułość pomiarową, niż ćwierć-mostek.

Dla tego układu napięcie niezrównoważenia mostka wynosi:
{\displaystyle \Delta U=E{\bigg (}{\frac {R_{2}}{R_{1}+R_{2}}}-{\frac {R_{T}-\Delta R}{2R_{T}}}{\bigg )}.}
Dla przypadku, gdy {\displaystyle R_{1}=R_{2}} napięcie to wynosi:
{\displaystyle \Delta U={E}{\bigg (}{\frac {1}{2}}-{\frac {R_{T}-\Delta R}{2R_{T}}}{\bigg )},}
{\displaystyle \Delta U={\frac {E}{2}}{\bigg (}1-1+{\frac {\Delta R}{R_{T}}}{\bigg )}.}
Stąd:
{\displaystyle \Delta U={\frac {E}{2}}{\frac {\Delta R}{R_{T}}}}

### Układ pełnego mostka
Cechy:
- W układzie pełnego mostka 4 elementy tensometryczne są połączone i naklejone na badany materiał lub na czujnik w taki sposób, że w mostku panuje równowaga elektryczna – na wyjściu mostka jest napięcie zerowe.
- Zawiera cztery elementy czynne.
- Zapewnia kompensację wpływu temperatury.
- Ma większą czułość pomiarową, niż ćwierć-mostek[4].

Dla tego układu napięcie niezrównoważenia mostka wynosi:
{\displaystyle \Delta U=E{\bigg (}{\frac {R_{T}+\Delta R}{2R_{T}}}-{\frac {R_{T}-\Delta R}{2R_{T}}}{\bigg )}.}
Stąd:
{\displaystyle \Delta U=E{\frac {\Delta R}{R_{T}}}.}

## Błędy przy pomiarach tensometrycznych

### Typowe źródła błędów
Do typowych źródeł błędów przetwarzania tensometrów należą:
- temperatura,
- wilgotność,
- wstępne naprężenia tensometru,
- dodatkowe naprężenia poprzeczne,
- wpływ częstotliwości granicznej przy pomiarach dynamicznych[5].

### Podstawowe błędy
Wśród podstawowych błędów przy pomiarach tensometrycznych można wyszczególnić:
- niedokładność określenia stałej K – jest ona wywołana niemożnością wzorcowania czujnika bez uprzedniego naklejenia go,
- błąd spowodowany szumami i pełzaniem zera – jest związany z bardzo niskim poziomem sygnału wyjściowego układu mostkowego,
- przy niedokładnej kalibracji mogą występować dodatkowe błędy przy pracy mostkiem niezrównoważonym[3].

### Metody kompensacji błędu temperaturowego
Błąd temperaturowy, występujący przy pomiarach tensometrycznych, można kompensować następującymi metodami:
- poprzez wykorzystanie tensometrów samokompensacyjnych,
- poprzez zastosowanie tensometrów kompensacyjnych w układach pół-mostkowych lub pełno-mostkowych,
- poprzez stosowanie mikroelementów[5].

## Informacje dodatkowe
Tensometr jest sensorem jednokrotnego użytku – raz naklejony, nie może być zdjęty i ponownie użyty.